# Ópera de Arame

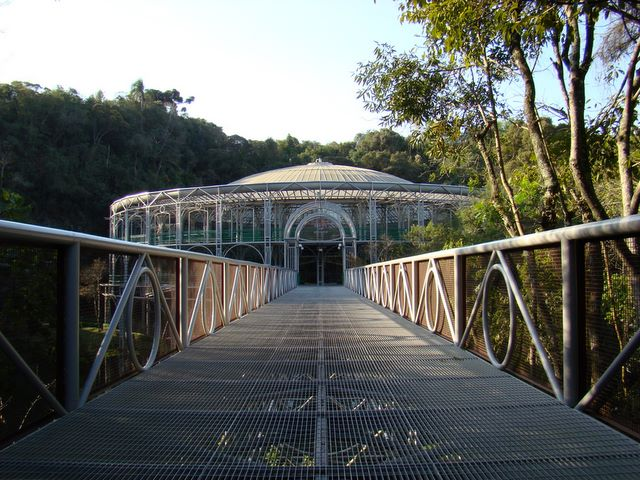
Passerella di accesso

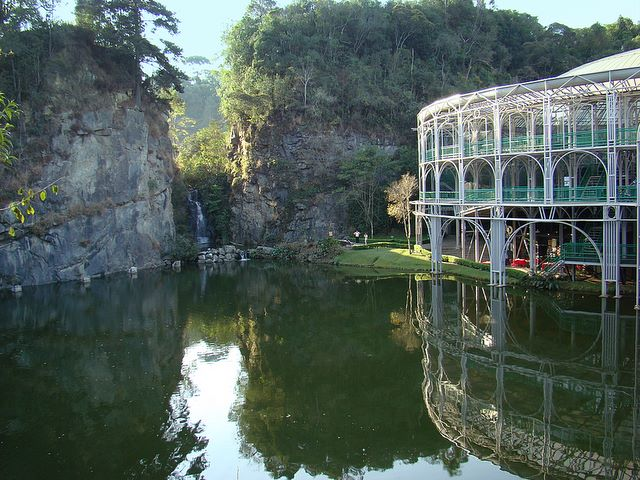
L'Opera in mezzo al lago artificiale

L'Ópera de Arame (letteralmente opera di fil di ferro) è un teatro brasiliano, situato nella città di Curitiba, capitale dello Stato del Paraná, e costruito interamente con tubi d'acciaio e strutture metalliche coperte da placche trasparenti di policarbonato così da dare l'impressione di una fragile struttura in fil di ferro. L'edificio è di forma circolare, parzialmente circondato da un lago artificiale, di modo che l'accesso all'auditorio è fatto attraverso una passerella sospesa sulle acque. Il progetto è opera dell'architetto Domingos Bongestabs, professore del Dipartimento di Architettura e Urbanistica dell'Università federale del Paraná e autore anche del progetto dell'Unilivre. Le strutture metalliche d'acciaio tubolare del peso di 360 tonnellate e i 2.400 sedili di rete di ferro sono stati forniti dalla Brafer Construções Metálicas, impresa di Araucária, nella regione metropolitana di Curitiba.
L'edificio è stato montato in soli 75 giorni e inaugurato il 18 marzo del 1992. A metà del 2006 è stata effettuata una riforma manutentiva e per migliorare gli aspetti legati alla sicurezza dell'impianto.
L'auditorio aveva inizialmente una capacità di 2.100 spettatori, ma dopo la riforma del 2006 si è ridotto il numero massimo di entrate per garantire la preservazione della struttura. In prossimità dell'Opera, si trova la Pedreira Paulo Leminski, aperta nel 1990. Le due installazioni, nel congiunto, formano il Parque das Pedreiras.

## Eventi
- Il pezzo inaugurale è stato Sogno di una Notte di Mezza estate, in occasione dell'apertura del primo Festival de Teatro de Curitiba. Diretta da Cacá Rosset, con il Teatro do Ornitorrinco, e l'interpretazione di: Christiane Tricerri, Cacá Rosset, Tácito Rocha, Ary França, Rubens Caribé, José Rubens Chachá, Gerson Steves, Mário César Camargo e altri.
- Ha ospitato, il 4 aprile del 1993, la festa per i 300 anni di Curitiba.
- Nel 2005, è stata teatro delle commemorazione dei cinque anni del programma televisivo Altas Horas della Rede Globo.
- Nel 2006, in occasione del Festival de Dança de Curitiba, quattromila bambini hanno danzato il tema Diversidade em Movimento.
- In ottobre del 2011 è stata effettuata la registrazione del DVD Acústico Na Ópera de Arame, della coppia sertaneja Fernando e Sorocaba.